# Gymnase de Samsan (métro de Séoul)
Gymnase de Samsan (en coréen : 삼산체육관역 et officiellement en anglais : Samsan Gymnasium) est une station de passage de la ligne 7 du métro de Séoul. Elle est située sous la Giju-ro, au croisement avec la Subyeon-ro, dans le quartier Seongnam-dong, arrondissement de Bupyeong-gu, dans la ville d'Incheon, à l'ouest de Séoul en Corée du Sud.
Ouverte en 2012, elle est desservie par les rames omnibus qui circulent sur la ligne 7 du métro de Séoul.

## Situation sur le réseau

Plan du réseau du métro de Séoul (2023)

La station souterraine Gymnase de Samsan est une station de passage de la ligne 7 du métro de Séoul : elle est située entre la station Gulpocheon, en direction du terminus nord Jangam, et la station Sang-dong, en direction du terminus ouest Seongnam.

## Histoire
La station Gymnase de Samsan est mise en service le 27 octobre 2012, lors de l'ouverture à l'exploitation du prolongement ouest de la ligne 7 du métro de Séoul, de Onsu à  Mairie de Bupyeong-gu.

## Services aux voyageurs

### Accès et accueil
La station est située sous la Giju-ro, au croisement avec la Subyeon-ro, elle dispose d'une station en sous-sol avec cinq bouches, numérotées de 1 à 5, en lien avec la surface. Comme toutes les stations de cette ligne, elle est équipée d'automates pour l'achat de titres de transport valables sur l'ensemble du réseau du métro de Séoul qui inclut le métro d'Incheon.

### Desserte
Gymnase de Samsan est desservie par les rames omnibus qui circulent sur la Ligne 7 du métro de Séoul. Elle dispose de deux voies encadrées par deux quais équipés de portes palières.

Installations
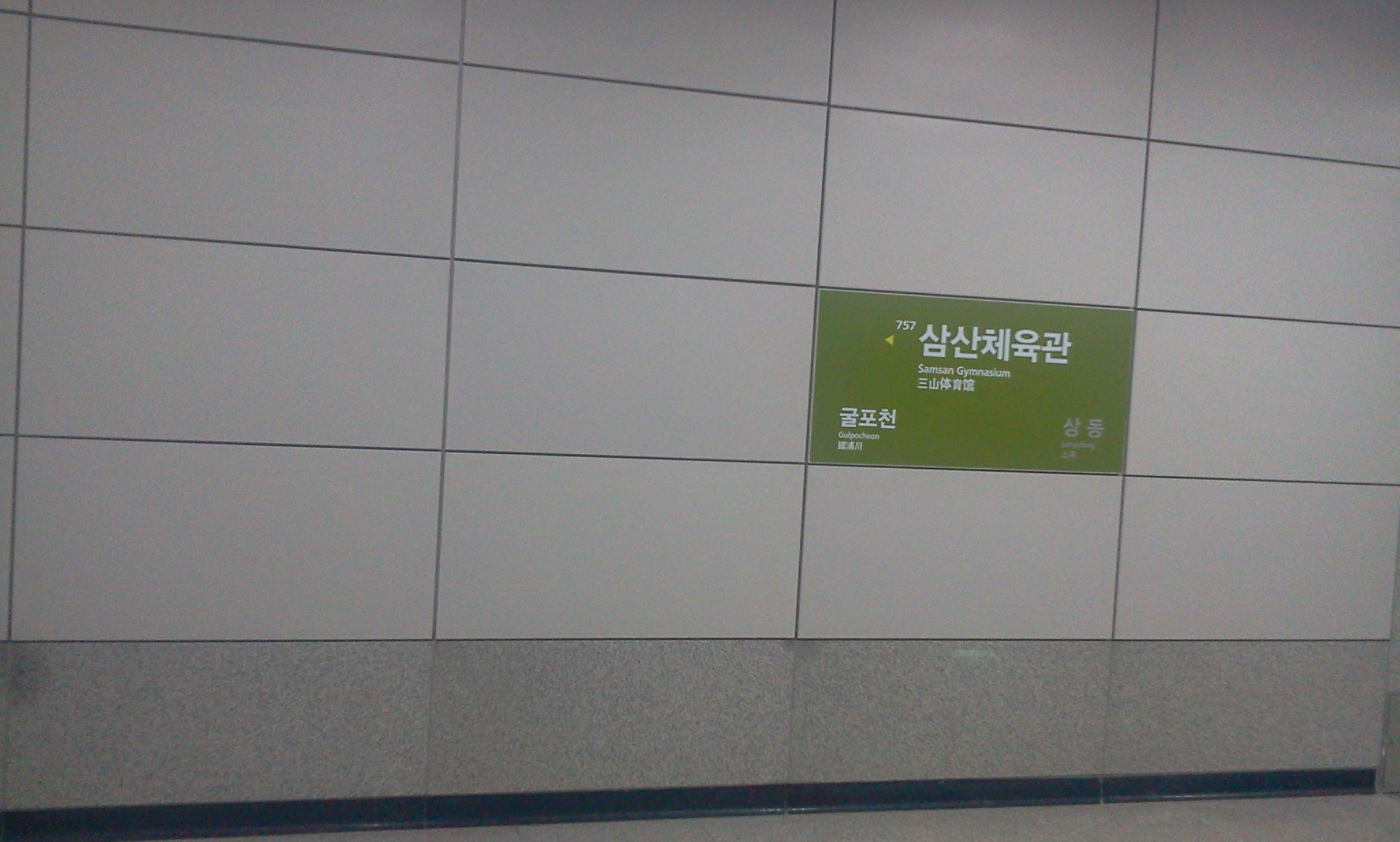
En 2012.
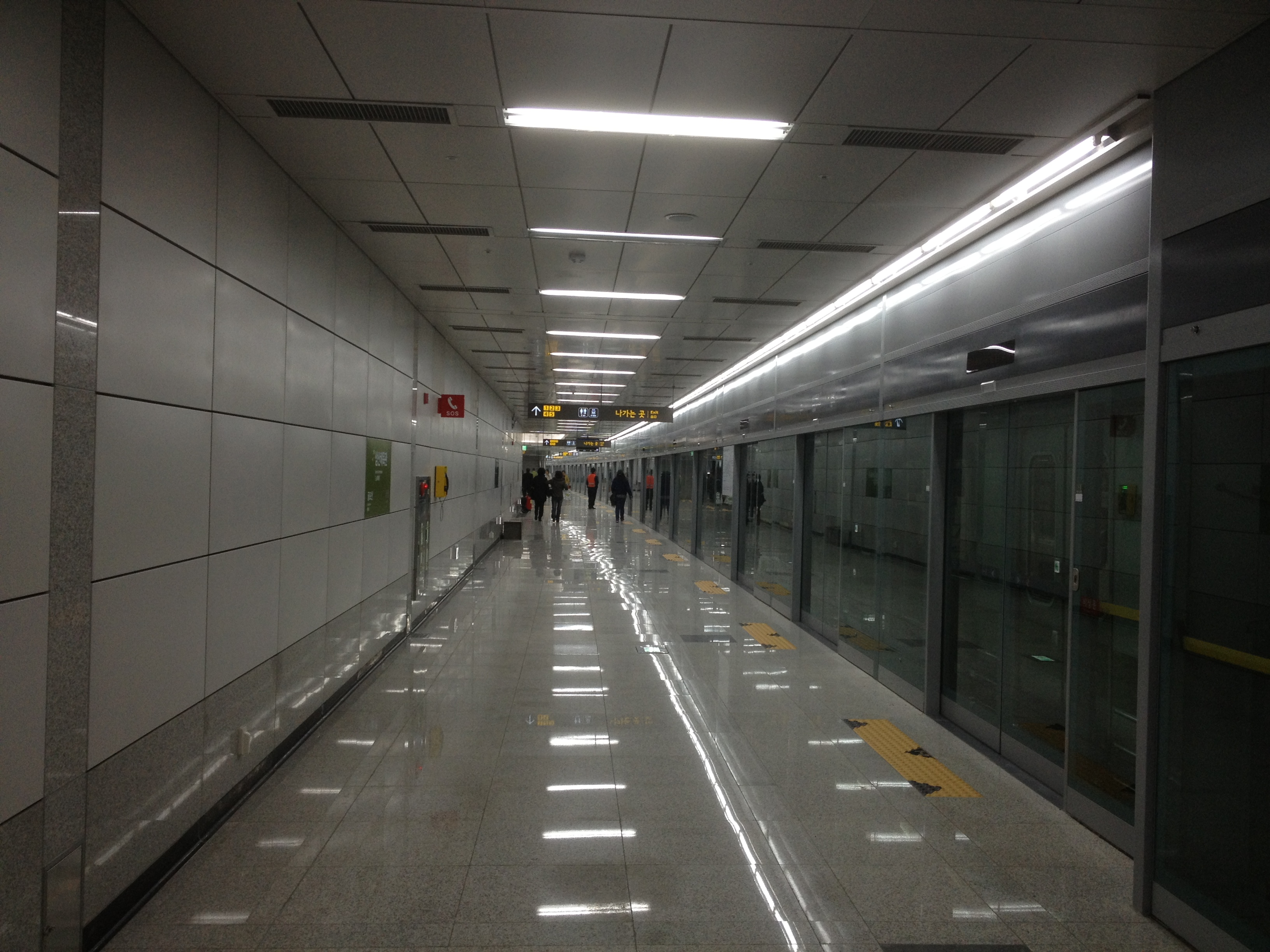
En 2012.

### Intermodalité
Des arrêts de bus sont établis à proximité des bouches de la station.

## À proximité
Elle dessert notamment : le musée coréen de la bande dessinée, le parc du lac Sangdong et plusieurs parcs.